# Кларк (округ, Вірджинія)
Шаблон:StateAbbr_ 39°07′ пн. ш. 78°00′ зх. д. / 39.12° пн. ш. 78° зх. д.
Округ Кларк (англ. Clarke County) — округ (графство) у штаті Вірджинія, США. Ідентифікатор округу 51043.

## Історія
Округ утворений 1836 року.

## Демографія
За даними перепису 2000 року загальне населення округу становило 12652 осіб, зокрема міського населення було 2973, а сільського — 9679. Серед мешканців округу чоловіків було 6261, а жінок — 6391. В окрузі було 4942 домогосподарства, 3514 родин, які мешкали в 5388 будинках. Середній розмір родини становив 2,97.
Віковий розподіл населення поданий у таблиці:
| Стать    | До 15 років | 15-21 | 22-29 | 30-39 | 40-49 | 50-65 | 65-85 | Понад 85 |
| -------- | ----------- | ----- | ----- | ----- | ----- | ----- | ----- | -------- |
| Чоловіки | 1261        | 528   | 416   | 971   | 1084  | 1235  | 705   | 61       |
| Жінки    | 1203        | 431   | 399   | 983   | 1085  | 1210  | 923   | 157      |

## Суміжні округи
- Джефферсон, Західна Вірджинія — північний схід
- Лаудун — схід
- Фокір — південний схід
- Воррен — південний захід
- Фредерік — захід

## Виноски
1. ↑  U.S. Decennial Census. United States Census Bureau. Архів оригіналу за 26 квітня 2015. Процитовано 1 січня 2014.
2. ↑  Historical Census Browser. University of Virginia Library. Архів оригіналу за 26 грудня 2013. Процитовано 1 січня 2014.
3. ↑  Population of Counties by Decennial Census: 1900 to 1990. United States Census Bureau. Архів оригіналу за 15 грудня 2013. Процитовано 1 січня 2014.
4. ↑  Census 2000 PHC-T-4. Ranking Tables for Counties: 1990 and 2000 (PDF). United States Census Bureau. Архів (PDF) оригіналу за 18 грудня 2014. Процитовано 1 січня 2014.
5. ↑  American FactFinder. Бюро перепису населення США. Архів оригіналу за 29 липня 2011. Процитовано 31 січня 2008.

| США | Це незавершена стаття з географії США. Ви можете допомогти проєкту, виправивши або дописавши її. |